# 圣梅达尔 (上加龙省)
圣梅达尔（法語：Saint-Médard，法語發音：[sɛ̃ medaʁ]）是法国上加龙省的一个市镇，属于圣戈当区。

## 地理
圣梅达尔（43°7'42"N, 0°50'5"E）面积5.32 平方千米，位于法国奧克西塔尼大區上加龙省，该省份为法国西南部内陆省份，西南端与西班牙接壤，自此顺时针与上比利牛斯省、热尔省、塔恩-加龙省、塔恩省、奥德省和阿列日省接壤。
与圣梅达尔接壤的市镇（或旧市镇、城区）包括：博沙洛、卡斯蒂永-德圣马托里、拉巴特伊纳尔、朗多尔特、萨瓦尔泰斯。

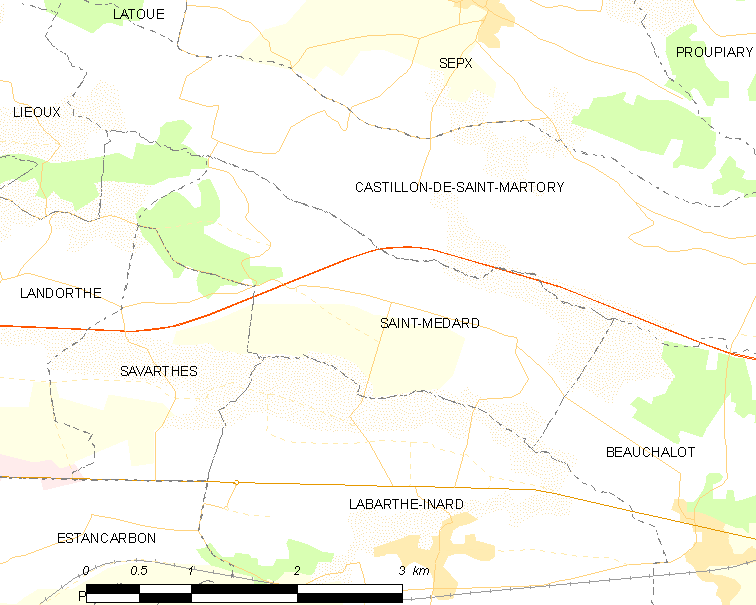
的OSM定位图

圣梅达尔的时区为UTC+01:00、UTC+02:00（夏令时）。

## 行政
圣梅达尔的邮政编码为31360，INSEE市镇编码为31504。

## 政治
圣梅达尔所属的省级选区为巴涅尔德吕雄县。

## 人口

1962-2008年间人口变化图示

圣梅达尔于2022年1月1日时的人口数量为224人。